# Javorová dolina (národní přírodní rezervace)
Javorová dolina je národní přírodní rezervace v Tatranském národním parku na Slovensku. Jedná se o údolí Javorinky v severní části Vysokých Tater jižně od Cesty svobody, jež zahrnuje stejnojmennou dolinu.

## Poloha
Nachází se severně a západně od hlavního hřebene Vysokých Tater mezi horskými hřbetem vycházejícím na sever z Malého Javorového štítu a hlavním hřebenem Belianských Tater. Na severu dosahuje na pravém břehu Javorinky k ústí Meďodolského potoka, kde na ni navazuje národní přírodní rezervace Belianské Tatry, a na levém břehu až do vzdálenosti 0,5 km od Tatranské Javoriny. Nachází se v katastrálních územích Tatranská Lomnica města Vysoké Tatry a obce Tatranská Javorina v okrese Poprad v Prešovském kraji.

## Vyhlášení
Území bylo vyhlášeno v roce 1991 Slovenskou komisí pro životní prostředí na rozloze 2250,89 ha. Zároveň byl zaveden 5. stupeň ochrany. Ochranné pásmo nebylo stanoveno.